# Taraz
Taraz je město v Kazachstánu, centrum Žambylské oblasti. Žije v něm okolo 380 000 obyvatel a je čtvrtým největším městem v zemi. Leží v jižní části země na úpatí Kyrgyzského hřbetu, protéká jím řeka Talas.

## Historie
Patří k nejstarším městům střední Asie, byl důležitou zastávkou na hedvábné stezce, o jeho obchodnické tradici svědčí název, který je odvozen od slova „váhy“. V roce 36 n. l. zde došlo k velké bitvě mezi Čínou a Siungny, roku 761 se konala bitva na řece Talas mezi Číňany a Araby. O starém turkickém osídlení svědčí nápisy v tzv. talaském písmu, ve svých cestopisech se o městě zmiňují Menander Protektor a Süan-cang. Od 10. století zde vládli muslimští Karachánové, později bylo město součástí Mongolské říše, Kazašského chanátu a roku 1864 ho ovládli Rusové. Původně se jmenovalo Aulie Ata (Svatý otec) na počest zakladatele Karachánské dynastie, v roce 1936 bylo přejmenováno na Mirzojan podle hlavy kazašských komunistů, etnického Arména Levona Mirzojana. Ten se ale stal roku 1938 obětí vnitrostranických čistek a město dostalo nový název Džambul (psáno také Žambyl) podle Džambula Džabajeva, lidového pěvce (akyna) tvořícího v duchu socialistického realismu. V roce 1991 byla vyhlášena nezávislost Kazachstánu a v roce 1997 bylo městu navráceno starověké jméno Taraz. Roku 2001 se konaly oslavy dvoutisícího výročí údajného založení města pod patronací UNESCO.
Taraz je průmyslovým centrem ležícím na magistrále Turksib, západně od města se nachází mezinárodní letiště. Významný je chemický průmysl, zpracovávající fosforit těžený v okolí města. V provozu je také tepelná elektrárna a zlatnický závod Altynalmas. Vzhledem k množství historických památek, z nichž nejvýznamnější je Karachánovo mauzoleum z 10. století, je podstatným zdrojem příjmů také turistický ruch. Vysokoškolské vzdělání poskytuje Dulatiho státní univerzita, sídlí zde také oblastní divadlo.

## Sport
Ve městě sídlí fotbalový klub FK Taraz, v roce 1996 vyhrál kazašskou nejvyšší soutěž.

## Geografie

### Podnebí
| Taraz – podnebí             | Taraz – podnebí | Taraz – podnebí | Taraz – podnebí | Taraz – podnebí | Taraz – podnebí | Taraz – podnebí | Taraz – podnebí | Taraz – podnebí | Taraz – podnebí | Taraz – podnebí | Taraz – podnebí | Taraz – podnebí | Taraz – podnebí |
| Období                      | leden           | únor            | březen          | duben           | květen          | červen          | červenec        | srpen           | září            | říjen           | listopad        | prosinec        | rok             |
| --------------------------- | --------------- | --------------- | --------------- | --------------- | --------------- | --------------- | --------------- | --------------- | --------------- | --------------- | --------------- | --------------- | --------------- |
| Nejvyšší teplota [°C]       | 22,1            | 24,6            | 30,3            | 33,2            | 38,6            | 42,3            | 44,5            | 43,5            | 40,6            | 34,6            | 29,0            | 22,7            | 44,5            |
| Průměrné denní maximum [°C] | 2,2             | 3,7             | 10,4            | 18,7            | 24,6            | 30,6            | 33,0            | 31,7            | 25,8            | 17,6            | 9,9             | 4,1             | 17,7            |
| Průměrná teplota [°C]       | −3,1            | −1,7            | 4,7             | 12,1            | 17,4            | 22,8            | 25,0            | 23,5            | 17,8            | 10,9            | 4,3             | −1,2            | 11,0            |
| Průměrné denní minimum [°C] | −8,4            | −7,1            | −1,0            | 5,4             | 10,3            | 14,9            | 17,0            | 15,2            | 9,9             | 4,1             | −1,4            | −6,5            | 4,4             |
| Nejnižší teplota [°C]       | −26,2           | −28,2           | −23,3           | −8,2            | −5,2            | 4,4             | 9,0             | 1,2             | −0,8            | −14,3           | −29,9           | −31,0           | −31,0           |
| Zdroj: Тараз ауа райы       |                 |                 |                 |                 |                 |                 |                 |                 |                 |                 |                 |                 |                 |